# CCDR Mora FC
El CCDR Mora FC es un equipo de fútbol de Costa Rica.

## Historia
Fue fundado en el año 1966 en el cantón de Mora en la provincia de San José como parte del Comité Cantonal de Deportes y Recreación de Mora, el cual cuenta con representativos en varios deportes como atletismo, ciclismo, gimnasia, voleibol, karate, boxeo, judo, halterofilia, tenis de mesa, ajedrez y patinaje, aunque sus secciones más importantes son fútbol, fútbol playa y fútbol sala.
El equipo no tiene ninguna relación con el AD Ciudad Colón, el cual militó en la Segunda División de Costa Rica entre finales de los años 1990s e inicios del siglo XXI.
La sección de fútbol es de categoría aficionada, y juega en la Primera División de LINAFA desde la temporada 2014/15.